# فحص بطني

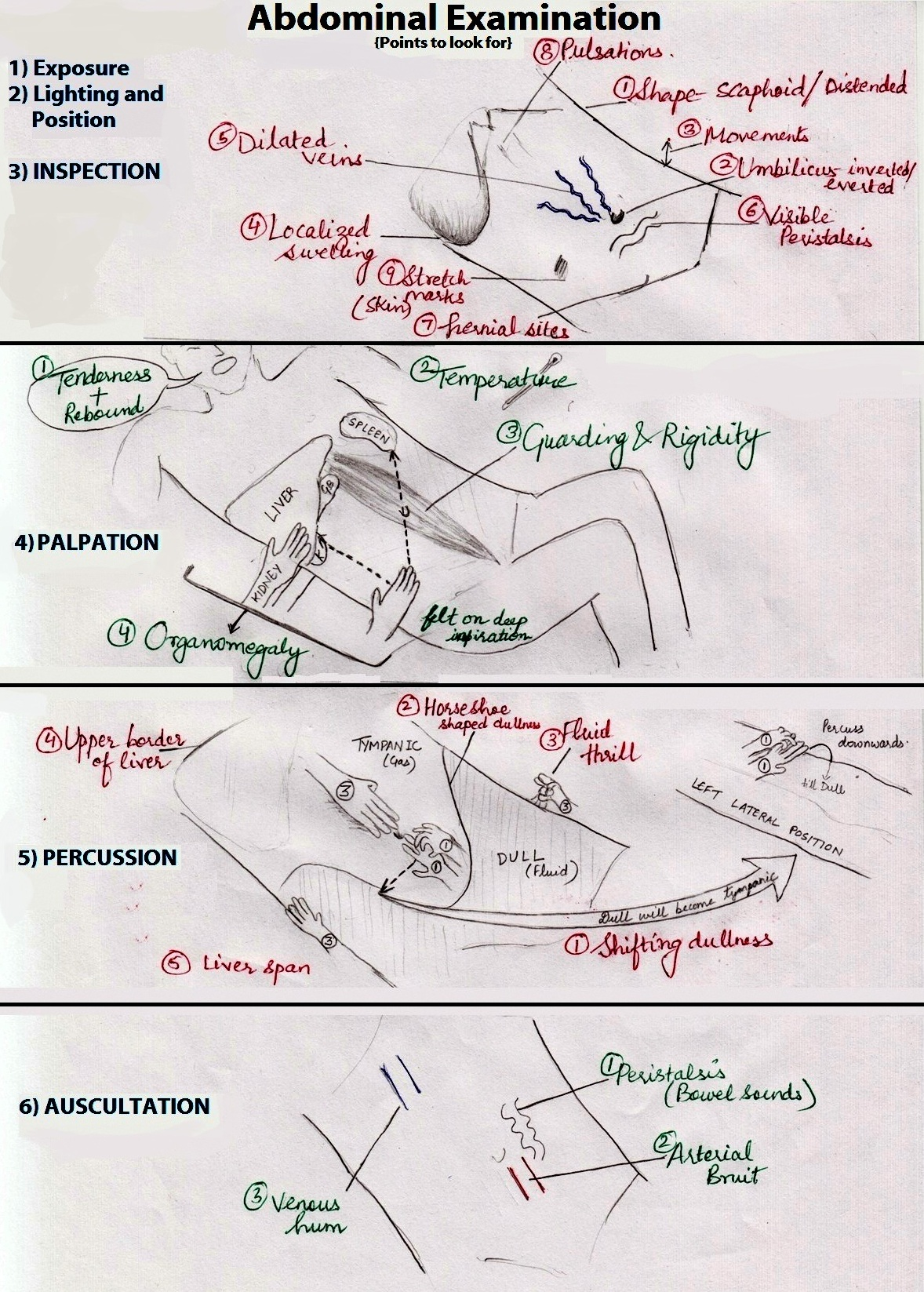

يُقسم فحص البطن بشكل تقليدي (كما هو الحال في أغلب أجهزة الجسم) إلى مراحل مختلفة:
- إعداد/ تموضع المريض.[1][2]
- معاينة كل من المريض والسمات المرئية لبطنه.
- تسمع بطن المريض باستخدام السماعة الطبية.
- جس البطن وجس الأعضاء الداخلية.
- قرع بطن المريض.
- اختبارات خاصة تُجرى بحسب الحاجة إلى معاينة علامات لأمراض البطن المختلفة.

## الغرض
وفقا لقول البعض «يتم إجراء فحص البطن كجزء من الفحص البدني الشامل أو عندما يأتي المريض بعلامات وأعراض متعلقة بأمراض البطن.» بعبارة أخرى، يقوم الطبيب بإجراء فحص البطن في كثير من الأحيان كجزء من الفحص الروتيني. ومع ذلك، قد يقوم الطبيب بإجراء اختبارات إضافية إذا شعر أن المريض قد يعاني من مرض في البطن.

## التموضع والبيئة
يُقترح أن يأخذ المريض وضع الاستلقاء على الظهر، وأذرعه إلى جانبيه. ويجب وضع المريض في بيئة ذات إضاءة جيدة، كما يجب أن يغطى بالمناشف أو الملاءات للحفاظ على الخصوصية والدفء.
على الرغم من تخوف الأطباء من أن إعطاء المرضى أدوية مسكنة للألم أثناء الألم البطني، نظرا لأن المسكن قد يعوق التشخيص والعلاج في هذه الحالة، إلا أن المراجعة المنهجية المنفصلة التي أُجريت من قبل مؤسسة كوكرين، والفحص السريري العقلاني ينفيان ذلك.

## المعاينة
يبدأ فحص البطن عادة بالفحص البصري للبطن (المعاينة). وفيما يلي بعض الأشياء الشائعة التي قد يبحث عنها الفاحص:
- وجود كتل
- ندبات
- آفات
- انتفاخ البطن

بالإضافة إلى ذلك، قد يبحث الطبيب عن علامات مرضية معينة، مثل:
- ورم وعائي عنكبي
- رأس الميدوزا
- استسقاء بطني

## التسمع
يُشير مصطلح التسمع إلى استخدام السماعة الطبية من قِبل الفاحص للاستماع إلى أصوات البطن. وهو إجراء ذاتي بشكل كبير.
على عكس الاختبارات الجسدية الأخرى فإن التسمع يتم إجراؤه قبل الجس أو القرع، حيث أن كلاهما يمكن أن يغير من انتظام أصوات الأمعاء.
يوجد بعض الجدل حول طول الفترة الزمنية اللازمة لتأكيد أو استبعاد أصوات الأمعاء، مع فترات مقترحة تصل إلى سبع دقائق. وقد يحدث انسداد الأمعاء ويصاحبه أصوات الأمعاء المتذمرة أو أصوات عالية النبرة. يمكن للأشخاص الأصحاء أن لا يكون لديهم أصوات للأمعاء لعدة دقائق ويمكن أن تكون التقلصات المعوية صامتة. قد يكون سبب غياب الصوت هو التهاب الغشاء البريتوني أو التغلف المعوي أو انسداد الأمعاء أو نقص التروية المعوي أو أسباب أخرى. ويقترح بعض المؤلفين أن الاستماع في مكان واحد يكفي لأن الأصوات يمكن أن تنتقل عبر البطن.
في دراسة مستقبلية نُشرت عام 2014، والتي استمع 41 طبيباً إلى أصوات الأمعاء لـ 177 متطوعاً (19 منها كانت لديهم انسداد في الأمعاء و 15 لديهم تغلف معوي)، وجدت الدراسة أن "تسمع أصوات الأمعاء ليس ممارسة سريرية مفيدة لتمييز أصوات الأمعاء الطبيعية مقابلة بالمَرضية (الباثولوجي). ويصل المستمع في كثير من الأحيان إلى تشخيص خاطئ، كما أن الاتفاق بين المراجعين كان منخفضا أيضا (54٪). وتقترح هذه المقالة التركيز على مؤشرات أخرى (مثل الريح، الألم، الغثيان) بدلاً من ذلك. لا يوجد دليل بحثي يؤكد بشكل صحيح العلاقة المفترضة بين أصوات الأمعاء وحالة الحركة المعدية المعوية.
وعادةً ما يستمع الفاحص إلي الشريان الكلوي لينصت للغط في كلا الربعين العويين مجاور لأعلي السرة. ويُعتبر اللغط المسموع في المنطقة الفوق معدية والذي يكون مقتصرا على الانقباض، أمرا طبيعيا.

## الجس
يقوم الفاحص عادة بجس كل المناطق التسعة لبطن المريض. ويتم تنفيذ هذا الإجراء عادة مرتين، مرة سطحية برفق، ثم مرة بعمق.
في الجس السطحي الرفيق يقوم الفاحص باختبار أي كتلة أو صلابة أو ألم واضح. وفي الجس العميق يقوم الفاحص باختبار تضخم الأعضاء الداخلية، بما في ذلك تضخم الكبد والطحال.
تشمل ردود الفعل التي قد تشير إلى حالة مرضية ما يلي:
- منعكس الدفاع العضلي، ويصف تقلص العضلات عند الضغط نتيجة الإحساس بالألم.
- جمود أو صلابة، ويدل على التهاب الغشاء البريتوني.
- ارتداد، ويشير لحدوث الألم عند التوقف المفاجئ عن الضغط
- فتحات الفتق إذا كان هناك نبضات عند السعال.

## القرع
يبدأ الفاحص (مع أخذه المناطق المؤلمة بعين الاعتبار) بالأماكن الأقل ألما، ويتم تنفيذ إجراء قرع البطن عن طريق ضرب الإصبع الأوسط ضد عقلة الإصبع الأوسط في اليد المقابلة، والتي تتموضع على سطح البطن في كل من المناطق التسعة التي يتم اختبارها. يمكن أن يثير القرع استجابة مؤلمة في المريض، وقد تكشف أيضًا ما إذا كانت هناك مستويات غير طبيعية من السوائل في البطن. ويمكن أيضا ملاحظة تضخم الأعضاء، بما في ذلك تضخم الطحال وتضخم الكبد، واحتباس البول. ويقوم الفاحص عند قرع العضو المتضخم بطريقة معينة.

## المناورات الخاصة الأخرى
- فحص الغدد الليمفاوية الحوضية
- فحص المستقيم - لا يكتمل فحص البطن بدون فحص المستقيم.
- فحص الحوض فقط إذا كان مستدعيا.

كما يمكن أيضا القيام بمناورات خاصة لإثارة علامات أمراض محددة. مثل
- المرارة : علامة ميرفي